# زمین‌کن

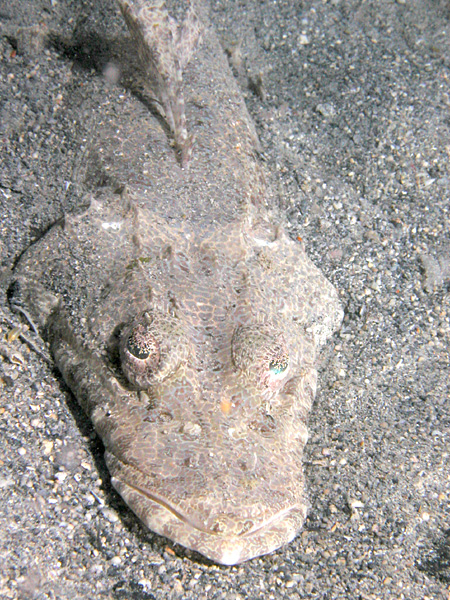
زمین‌کن پاپوآ گینه نو

زّمین‌کَن نوعی ماهی کوچک تا میان‌جثه است که سری پهن و تخت دارد. زمین‌کن به خانواده زمین‌کن‌ماهیان (Platycephalidae) تعلق دارد و در محدودهٔ اقیانوس‌های هند و آرام زندگی می‌کند.